# Cratere Seuss
Seuss  è un cratere sulla superficie di Mercurio.